# Liste der geschützten Höhlen in Niederösterreich

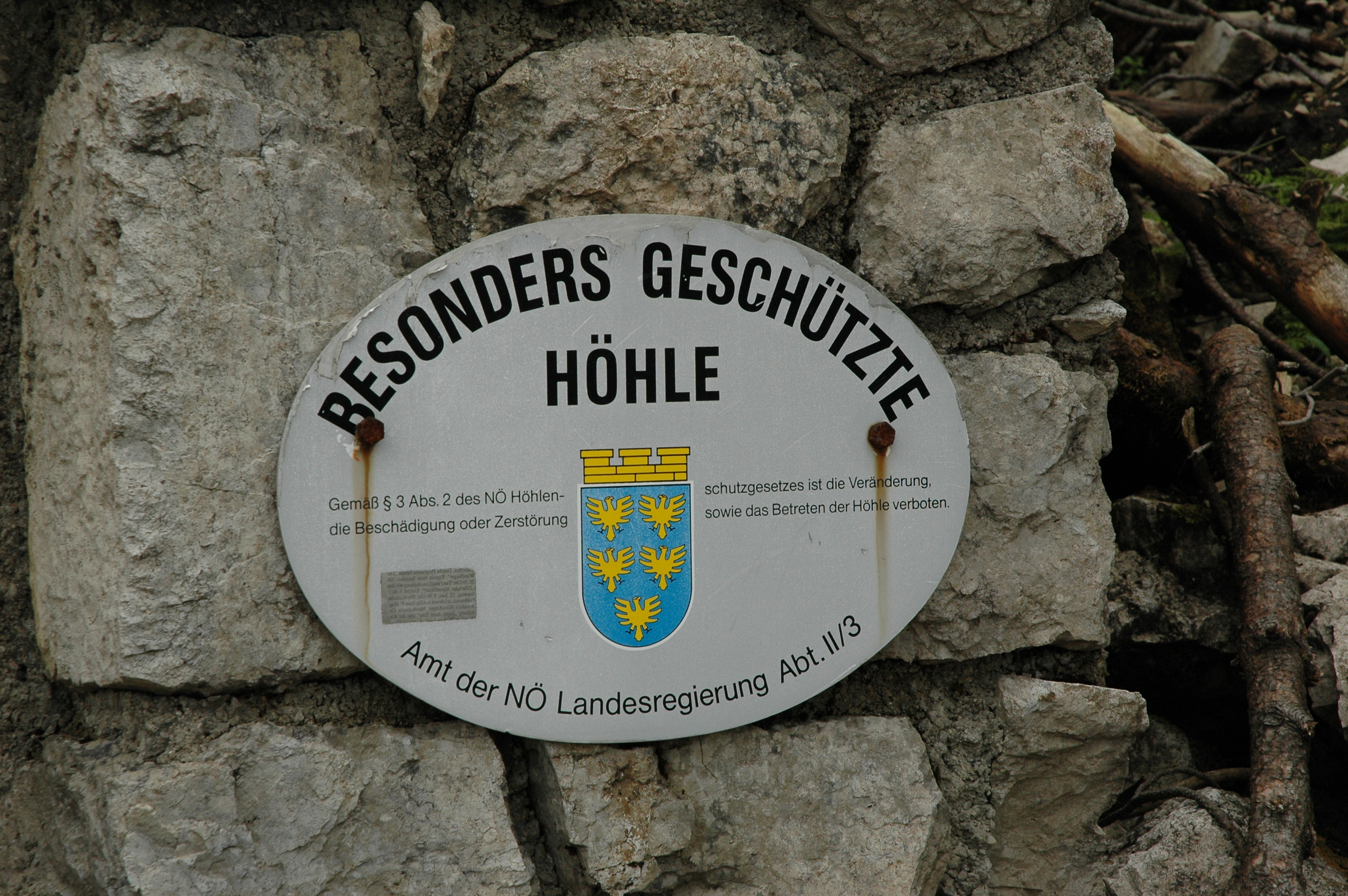
Schutzplakette am Hochkarschacht

Diese Liste enthält alle Höhlen im Bundesland Niederösterreich, die nach dem Naturhöhlenschutzgesetz unter Schutz gestellt wurden.
| Foto |                 | Name                                     | Katasternr. | Standort                                                   | Beschreibung | Datum      |
| ---- | --------------- | ---------------------------------------- | ----------- | ---------------------------------------------------------- | --- | ---------- |
| 1    | Datei hochladen | Allander Tropfsteinhöhle                 | 1911/2      | Alland KG: Alland Standort                                 | | 30.07.1949 |
| 1    | Datei hochladen | Einödhöhle und Elfenhöhle                | 1914/6      | Pfaffstätten KG: Einöd Standort                            | | 19.06.1949 |
| 1    | Datei hochladen | Teufelslucke                             | 6846/3      | Röschitz KG: Roggendorf Standort                           | Die Teufelslucke (auch Teufelslucken, Fuchsenloch, Fuchsenlucken, Roggendorferhöhle) ist eine 110 m lange Schichtgrenzhöhle im Granit und Eggendorfer Kalksandstein. Die Höhle ist der bedeutendste Höhlenhyänenhorst Österreichs aus dem Jungpleistozän, über 30.000 Knochen von Mammut, Wollnashorn, Pferd, Urrind, Höhlenbär, Ren, Riesenhirsch, Höhlenhyäne, Wolf und diversen Kleinsäugern wurden gefunden. Die Kleinsäuger stammen aus den Gewöllen von Eulen oder waren Beute des Fuchses und stammen vom Ende der Eiszeit und dem Holozän. Funde aus dem Magdalénien und Münzfunde aus dem 16. und 19. Jahrhundert.                                   | 07.10.1964 |
| 1    | Datei hochladen | Klafterbrunnerhöhle                      | 6847/2      | Ernstbrunn KG: Oberleis Standort                           | Die Klafterbrunnerhöhle ist eine 28 m lange Höhle in einem Steinbruch der Ernstbrunner Kalkbreccie mit 3 und seit einem Deckeneinbruch 1998 dann 4 Eingängen. | 12.02.1959 |
| 1    | Datei hochladen | Eichmayerhöhle                           | 6845/11     | Albrechtsberg an der Großen Krems KG: Purkersdorf Standort | Die Eichmayerhöhle (auch Eichmaierhöhle, Fuchshöhle, Fuchsloch) ist eine 60 m lange Höhle im Amphibolit am linken Ufer der Kleinen Krems. Die Höhle ist mit dem Steinernen Saal (6845/13) verbunden. Bei mehreren Grabungen, die erste bereits 1884, wurden urgeschichtliche und paläontologische Funde geborgen und mehrere Feuerstellen identifiziert. Die Feuersteinartefakte wurden dem Magdalénien zugeordnet. Es wurden aufgeschlagene Röhrenknochen von 27 eiszeitlichen Säugetieren und Knochen von 8 Vogelarten gefunden. | 14.11.1969 |
| 1    | Datei hochladen | Gudenushöhle                             | 6845/10     | Weinzierl am Walde KG: Nöhagen Standort                    | | 28.08.1969 |
| 0 BW | Datei hochladen | Kohlerhöhle                              | 1833/1      | Annaberg KG: Langseitenrotte Standort                      | Die Kohlerhöhle liegt am Westhang des Großen Kollers (1109 m) und ist eine Schichtfugenhöhle und die größte ostalpine Gipshöhle. Die Höhle wurde 1930 als Schauhöhle erschlossen. Durch ihr Fledermausvorkommen ist die Höhle zoologisch bedeutsam. | 10.01.1951 |
| 1    | Datei hochladen | Türkenloch                               | 1866/17     | Kleinzell KG: Ebenwald Standort                            | Das Türkenloch ist eine 219 m lange Höhle im Hauptdolomit westlich von Kleinzell. Fundort menschlicher Skelettreste, von Tonscherben und Münzen. Die Höhle ist zoologisch sehr bedeutsam. Die Springschwänze Pseudosinella vornatscheri, Onychiurus cavernicolus und Plusiocampa strouhali cavicola wurden erstmals in der Höhle nachgewiesen, die Milbe Rhagidia strasseri wurde hier kurz nach ihrer Erstbeschreibung im Krainer Karst das zweite Mal vorgefunden. Die Höhle beherbergt neun verschiedene Fledermausarten. | 19.07.1967 |
| 1    | Datei hochladen | Ötscherhöhlensystem (Eingang Taubenloch) | 1816/14     | Mitterbach am Erlaufsee KG: Mitterbachseerotte Standort    | | 26.10.1966 |
| 1    | Datei hochladen | Ötscherhöhlensystem (Eingang Geldloch)   | 1816/6      | Mitterbach am Erlaufsee KG: Mitterbachseerotte Standort    | | 18.04.1963 |
| 1    | Datei hochladen | Raxeishöhle                              | 1853/6      | Gloggnitz KG: Klein- und Großau Standort                   | Die Raxeishöhle (auch Eiskeller) liegt nördlich der Neuen Seehütte im Wettersteinkalk. Sie ist über eine Schachtdoline zugänglich, hat eine Länge von 65 m und der Abstieg in die Halle ist ganzjährig mit Firn oder Eis bedeckt. Im Frühjahr schöne Eisbildungen. Die Höhle wurde 1934 touristisch erschlossen, von den Anlagen ist aber nichts mehr erhalten. | 16.12.1966 |
| 1    | Datei hochladen | Hermannshöhle                            | 2871/7      | Kirchberg am Wechsel KG: Ofenbach Standort                 | | 03.06.1931 |
| 0 BW | Datei hochladen | Hengstleitenschacht                      | 1854/71     | Bürg-Vöstenhof KG: Vöstenhof Standort                      | Die Hengstleitenschacht ist eine 222 m lange und 76 m tiefe Höhle im Wettersteinkalk. | 03.12.1977 |
| 0 BW | Datei hochladen | Karthäuserhöhle                          | 1824/8      | Gaming KG: Gaming Standort                                 | Die Karthäuserhöhle (auch Schiffnerhöhle) ist eine 116 m lange Höhle im Gutensteiner Kalk des Schwarzenberg-Westhangs. In der Inschriftenhalle finden sich Inschriften der Patres der Kartause Gaming, die älteste der roten oder schwarzen Inschriften stammt aus dem Jahre 1512. Der letzte Prior der Kartause, Stephanus Braun, hinterließ seine Inschrift 1759. Der Zweck der Inschriften und die Verwendung der Höhle sind unbekannt, Bußstätte, Verbannungsort oder Zuflucht kämen infrage. Die Höhle geriet in Vergessenheit, erst 1926 wurde sie wieder amtsbekannt, was auf den Erhaltungszustand der Inschriften einen positiven Effekt gehabt hat. | 11.07.1960 |
| 1    | Datei hochladen | Hochkarschacht                           | 1814/5      | Göstling an der Ybbs KG: Lassing Standort                  | | 18.11.1966 |
| 1    | Datei hochladen | Ötscher Tropfsteinhöhle                  | 1824/10     | Gaming KG: Nestelberg Standort                             | | 28.07.1951 |
| 0 BW | Datei hochladen | Harnischgang                             | 1815/55     | Gaming KG: Seekopf Standort                                | Der Harnischgang ist eine 672 m (Stand 2000) lange Höhle im Dürrensteingebiet (Stainzenkogel, 1509 m). Die Höhle ist durch die Harnischflächen und die beiden großen Harnischhallen geprägt. Auf Grund der Fledermausknochenfunde ist die Höhle auch zoologisch interessant. | 08.10.1974 |
| 0 BW | Datei hochladen | Hirschtränkenhöhle                       | 1815/121    | Lunz am See KG: Seekopf Standort                           | Die Hirschtränkenhöhle ist eine 923 m lange Höhle im Dürrensteingebiet. Die Höhle ist zoologisch bedeutsam, Knochen von 8 Fledermausarten und von anderen Kleinsäugern wurden gefunden. | 08.10.1974 |
| 0 BW | Datei hochladen | Lechnerweidhöhle                         | 1815/32     | Lunz am See KG: Seekopf Standort                           | Die Lechnerweidhöhle ist ein über 5200 m langes und 470 m tiefes Riesenhöhlensystem im Dürrensteingebiet, dessen oberer Teil im Lias-Hierlatzkalk, und dessen unterer Teil im norischen Dachsteinkalk liegt. Die Höhle hat eine artenreiche Kleinsäugerfauna, v. a. eine interessante Fledermauspopulation. Sie ist Fundort des blinden Höhlenlaufkäfers Arctaphaenops ilmingi SCHMID (syn. Arctaphaenops angulipennis styriacus WINKLER). | 28.03.1971 |
| 1    | Datei hochladen | Nixhöhle                                 | 1836/20     | Frankenfels KG: Frankenfels Standort                       | Anmerkung: Die Nixhöhle ist auch als Naturdenkmal (Listeneintrag) verordnet. | 14.09.1959 |
| 1    | Datei hochladen | Trockenes Loch                           | 1836/34     | Schwarzenbach an der Pielach KG: Schwarzenbach Standort    | Das Trockene Loch ist eine über 4000 m (Stand 2000) lange Höhle im Reiflinger Kalk (liegend) / Wettersteinkalk (hangend). Die Eingangshalle (50 × 15 × 5 m) dient den Pilgern nach Mariazell als Unterschlupf. In den tieferen Schichten ist das Trockene Loch wasserführend, einzelne Höhlenteile sind durch teilweise lange Siphone miteinander verbunden. Das Höhlengerinne tritt als Eitelgrünbach nahe dem Eingang zutage. Durch Fledermausfunde und den unbestätigten Fund des blinden Höhlenlaufkäfers Arctaphaenops ilmingi SCHMID zoologisch bedeutsam. Die Höhle ist zum Schutze der Fledermäuse versperrt.                                         | 25.04.1963 |
| 0 BW | Datei hochladen | Reichenwaldhöhle                         | 1826/2      | Waidhofen an der Ybbs KG: Kreilhof Standort                | | 05.04.1963 |
| 1    | Datei hochladen | Eisensteinhöhle                          | 1864/1      | Bad Fischau-Brunn KG: Brunn an der Schneebergbahn Standort | | 10.05.1931 |
| 0 BW | Datei hochladen | Excentriquehöhle                         | 2872/4      | Bad Erlach KG: Erlach Standort                             | | 01.09.1960 |
| 1    | Datei hochladen | Große Kollerhöhle                        | 1864/14     | Winzendorf-Muthmannsdorf KG: Emmerberg Standort            | | 24.12.1970 |

## Quelle
- Geschützte Höhlen. In: Naturschutz in Niederösterreich. Land Niederösterreich, abgerufen am 1. Juni 2021.